# John Bailey (Musiker)
John Bailey (* um 1966) ist ein US-amerikanischer Musiker (Trompete, Flügelhorn) des Modern Jazz.

## Leben und Wirken
Bailey wuchs in East Lansing auf; schon früh lernte er Trompete (wie eine ältere Schwester), hielt aber nur aufgrund der Geduld seiner Lehrerin (und späteren Dirigentin) Laurine Celeste Fox durch. Er hatte dann vier Jahre lang Unterricht bei Ira Sullivan. Erste Aufnahmen entstanden mit der McDonald’s All American High School Jazz Band (Coast to Coast, 1984). Das Magazine Down Beat nannte ihn in jenem Jahr in seinen Student Music Awards für herausragende Leistungen sowohl in der Kategorie Klassik als auch Jazz-Trompete und vermerkte „Shades of Wynton!“. Im selben Jahr war er (mit Donny McCaslin und Bill Charlap) Finalist der Arts Recognition and Talent Search der National Foundation for Advancements in the Arts und gewann den Youth Talent Contest der National Association of Jazz Educators.
Bereits während seiner College-Zeit spielte er in der Buddy Rich Big Band, in den folgenden Jahren bei Ray Charles, Ray Barretto, Max Weinberg, Frank Sinatra, Jr. und Arturo O’Farrill. Sein Studium absolvierte er an der Eastman School of Music; in dieser Zeit gewann er den Best Instrumental Soloist Award von Down Beat.
In den folgenden Jahren spielte er u. a. bei Duffy Jackson, Jerry Van & The Big Band of the ’90s, mit der Barrett Deems Big Band sowie mit Dennis Marks, Silvano Monasterios und Eric Allison. Des Weiteren unterrichtete er an der University of Miami (mit deren Studentenband zu hören auf Get a Grip) und an der Florida International University.
Ab den 1980er-Jahren arbeitete Bailey in der Musikszene von New York City in unterschiedlichen Stilen wie Traditional Jazz, R&B, Popmusik und auch der klassischen Musik. Im Bereich des Jazz war er zwischen 1984 und 2017 an 36 Aufnahmesessions beteiligt, u. a. mit dem Gregg August Sextet, Melton Mustafa Orchestra, Tony Kadleck Big Band und der John Fedchock New York Big Band. Er spielte auch in den Formationen Sound Assembly um JC Sanford (Edge of the Mind, 2005, u. a. mit John Hollenbeck) und The Aggregation (Groove’s Mood, 2008) und The Ed Palermo Big Band.

## Diskographische Hinweise
- In Real Time (Summit 2018), mit Stacy Dillard, John Hart, Cameron Brown, Victor Lewis[4]